# Timea Nagy
Timea Nagy, madžarska sabljačica, * 22. avgust 1970, Budimpešta.
Poleg dveh zlatih olimpijskih medalj je bila še petkrat svetovna sabljaška prvakinja.